# Stefano Disegni
Stefano Di Segni, noto come Stefano Disegni (Roma, 24 luglio 1953), è un disegnatore e musicista italiano. 
Disegnatore satirico, scrittore, compositore, cantante e armonicista blues, è anche autore di programmi televisivi di successo (Lupo Solitario, Convenscion, Tintoria, Crozza Italia, Cavalli di Battaglia di Gigi Proietti, Indietro Tutta 10 e l'Ode con Renzo Arbore). Ha pubblicato numerosi libri scritti e disegnati per Mondadori, Feltrinelli, Einaudi, Rizzoli, Gallucci e altri.
Collaboratore di molte testate giornalistiche, da il Fatto Quotidiano al Corriere della Sera e al suo inserto "7" a Cuore (di cui fu direttore nel 1998) a Ciak, principale magazine di cinema italiano dove da anni pubblica recensioni cinematografiche satiriche di grande successo che gli hanno valso il soprannome di "Ammazzafilm", al Guerin Sportivo a Linus. Per il Fatto Quotidiano, su cui pubblica una strip molto seguita ogni domenica, oltre a scrivere editoriali di politica e costume di grande impatto comico, ha diretto per tre anni l'inserto satirico domenicale Il Misfatto.
Per il programma Convenscion (Rai2, 1999-2002 ha creato, scritto e interpretato le miniserie di personaggi di successo quali "Tottigò" (parodia del giocatore della Roma, determinandone il successo mediatico), "I Pooh Zombies" (la nota band uscita dalla tomba per aiutare adolescenti oppressi), "Zovvo" (un esilarante Zorro gay interpretato da Tullio Solenghi). Una sua famosa, tuttora, creazione è lo Scrondo, irriverente personaggio punk e scorretto lanciato nel programma L'Araba Fenice (Italia 1, 1988) il cui nome è entrato nell'uso comune per definire qualcuno non avvenente ma simpatico.
Ha fondato, suonato e cantato con varie band (Gruppo Volante, Ultracorpi, Ruggine e Disordine), famoso e scaricatissimo il suo hit "La vita in campagna".
Ha vinto quattro volte il Premio Satira Politica di Forte dei Marmi: due per la Satira disegnata, uno come autore del programma Tintoria (Rai3) e uno come autore e interprete del Dott. Asl, parodia della serie Dott. House da lui ideata e scritta nel programma Tintoria. È vincitore inoltre del Premio Macchia Nera Awards per la Satira Online e del Ciak D'Oro per la Satira Cinematografica.

## Biografia

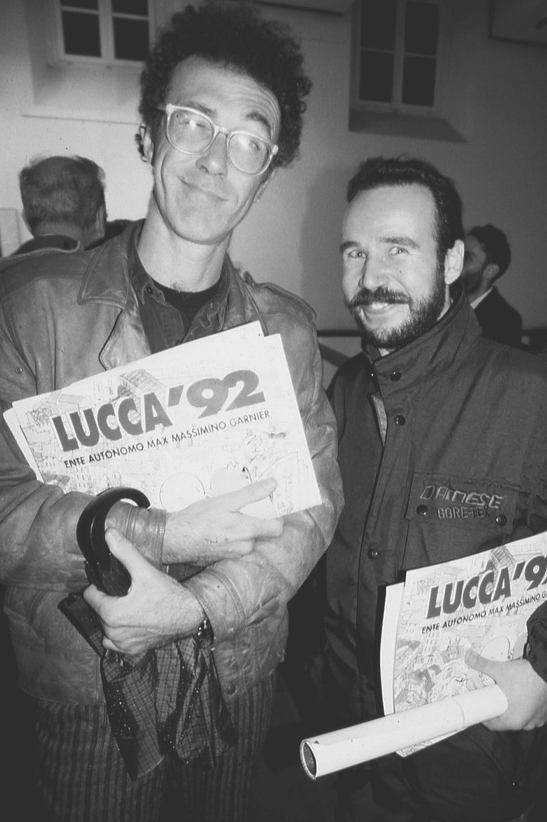
Stefano Disegni con Massimo Caviglia a Lucca Comics & Games 1992

Nato "Stefano Di Segni" a Roma nel 1953, ha collaborato fino al 1997 con l'umorista Massimo Caviglia; Disegni e Caviglia, tra le altre opere, produssero nel 1992 un fumetto multimediale edito da Comix, intitolato Razzi amari (con una musicassetta allegata da ascoltare durante la lettura in cui il protagonista del fumetto cantava, impersonato da Disegni, i testi del fumetto, in cui nel futuro una dittatura oppressiva controlla le menti dei cittadini tramite un microchip installato nel cervello di ogni neonato che dà l'illusione di vivere in un mondo perfetto.

Nel 1999, in occasione dell'uscita del film Matrix, rilevando delle similitudini nella trama, Disegni e Caviglia valuteranno l'ipotesi di fare causa per plagio ai fratelli Wachowski, registi e autori della sceneggiatura, ipotesi che però viene fatta cadere a causa degli alti costi della pratica, come racconterà lo stesso Disegni a Ciak:
(Stefano Disegni)
Nel 1988 Stefano Disegni ideò il popolare personaggio televisivo Scrondo.
Un'altra attività parallela di Disegni è quella musicale, come cantante della band Gli Ultracorpi: con essi, oltre che suonare nella musicassetta allegata a Razzi amari, ha partecipato nel 1992 al Festival di Sanscemo; nel 1996, come "Stefano Disegni e gli Ultracorpi" hanno inciso l'album Il figlio di Razzi Amari, da cui è stato tratto il singolo La vita in campagna.
Il 25 settembre 2010 ha ricevuto il premio come "Miglior disegnatore - vignettista" ai Macchianera Blog Awards all'interno del Blogfest di Riva del Garda.
Nel 2006 pubblica il libro Non sai che t'aspetta, uomo! sulla sua esperienza paterna. Il libro, pubblicato da Pi Emme trattava una narrazione esilarante del cambio di vita e abitudini all'arrivo di un figlio.
Stefano Disegni ha vinto quattro volte a Forte dei Marmi il Premio Satira Politica.
Nel 2006 interpreta il Dr. Asl, una parodia di Dr. House da lui ideata e scritta, nel programma La tintoria su Raitre.
Il 22 luglio 2010 è uscita nelle librerie la prima collezione delle sue strisce per Il Fatto, dal titolo Indemoniato!: in essa è contenuto tutto il meglio della sua produzione per la testata; la raccolta è arricchita inoltre da una prefazione scritta da Marco Travaglio. Seguirà per RCS Rizzoli, nel 2016, il volume Tanta roba.
Ogni anno Disegni è ospite del Festival del Cinema di Venezia, dove ogni giorno per tutta la durata del Festival recensisce satiricamente i film in presentazione nella pubblicazione "Ciak Daily". È divenuto così uno dei protagonisti tradizionali del Festival.
Dal 2020 partecipa al programma O anche no "dedicato al mondo della disabilità senza i soliti pietismi", disegnando vignette sul tema e commentandole insieme all'ideatrice e conduttrice Paola Severini Melograni.
Stefano Disegni è appassionato di calcio e grande tifoso della Lazio, "E per chi altro si può tifare, a Roma?", ama ripetere, con acuta ironia e senso della storia, sapendo che l'altra squadra calcistica della capitale d'Italia è la sopraggiunta A.S. Roma.

## Premi e riconoscimenti
- 2009 - Ciak d'oro[14]

Super Ciak d'oro